# 几乎必然
在概率论中，如果一个事件发生的概率是1（或在勒贝格测度下是1），则称该事件几乎必然（英語：almost surely，缩写为a.s.）发生。换句话说，此事件不发生所对应的事件集合可能是非空的，但该集合的概率是0。在测度论中，与本概念相似的概念是几乎处处。
很多时候，在有限样本空间的概率试验中，几乎必然和必然是没有区别的（因为概率等于1的事件通常会包含样本空间中的所有样本）。但两者的区别对于样本空间是无穷集时就显得很重要了，因为无穷集的非空子集的概率可以是0。
强大数定理中使用了几乎必然的概念。
视上下文，有时也会使用同义词几乎一定（英語：almost certainly，缩写为a.c.）或几乎总是（英語：almost always，缩写为a.a.）。几乎从不则是几乎必然的相反感念：若一个事件发生的概率是0，则称该事件几乎从不发生。

## 定义
令{\displaystyle (\Omega ,{\mathcal {F}},P)}为一概率空间。若{\displaystyle {\mathcal {F}}}中一个事件{\displaystyle E}满足{\displaystyle P(E)=1}，则称其几乎必然发生。等价地，若{\displaystyle E}不发生的概率是0，即{\displaystyle P(E^{C})=0}，则称{\displaystyle E}几乎必然发生。更一般地，若对于一个事件{\displaystyle E\subseteq \Omega }（不一定要属于{\displaystyle {\mathcal {F}}}），存在一个零测集{\displaystyle N}，满足{\displaystyle E^{C}\subset N}且{\displaystyle P(N)=0}，则称{\displaystyle E}几乎必然发生。
几乎处处这一概念建立在概率测度{\displaystyle P}上。如果需要强调该概率测度，通常会说事件{\displaystyle E}是{\displaystyle P}-几乎必然发生的。

## 举例
粗略地说，就算概率空间中存在着一个事件不包含的结果，一个事件还是可以“几乎必然”发生。下面的例子中就是这样的情况。

### 扔飞镖
朝一个面积为1的正方形上扔飞镖，而飞镖总是只命中正方形上的一点。假设正方形上每一个点被命中的概率是相同的。因为正方形的面积是1，命中正方形上某个区域的概率就正好等于该区域的面积。例如，命中正方形右半边的概率是0.5，因为其面积也是0.5。
令事件{\displaystyle E=}“飞镖正好命中正方形对角线上的点”。因为该区域（两条交叉的线）的面积是0，事件{\displaystyle E}发生的概率也是0。换句话说，飞镖“几乎从不”命中对角线；或者它“几乎必然”不命中对角线，就算对角线上的点的集合并非空集，且飞镖命中对角线上的点和命中正方形上其它任何点的概率都是相同的。

### 重复抛硬币
重复抛一枚（可能是不均匀的）硬币。如果令事件{\displaystyle H=}正面朝上，{\displaystyle T=}反面朝上，则对应的概率空间是{\displaystyle (\{H,T\},2^{\{H,T\}},P)}。假设抛这枚硬币正面朝上的概率是{\displaystyle P(H)=p\in (0,1)}，而其对立事件，即硬币反面朝上的概率是{\displaystyle P(T)=1-p}。
重复抛这枚硬币，并令{\displaystyle \omega _{1},\omega _{2},\ldots }表示第1、2、...次抛的结果。假设每次抛硬币的结果都是相互独立的（即这些随机变量是独立同分布的）。考虑抛硬币概率空间上的随机变量序列{\displaystyle (X_{i})_{i\in \mathbb {N} }}，{\displaystyle X_{i}(\omega )=\omega _{i}}，也即每个{\displaystyle X_{i}}记录第{\displaystyle i}次抛硬币的结果。
在本例中，任意一个由无数个正面和反面组成的序列都是一个可能的结果。然而，存在一些这样的序列，它们发生的概率是0。这是因为独立同分布的假设意味着有{\displaystyle n}次正面朝上的概率是{\displaystyle P(X_{i}=H,\ i=1,2,\dots ,n)=\left(P(X_{1}=H)\right)^{n}=p^{n}}。当{\displaystyle n\rightarrow \infty }时，此概率趋向于0，因为假设了{\displaystyle p\in (0,1)}。不论该硬币有多不均匀，只要{\displaystyle p}不会取0或1，前述的结论都会成立。
另外，事件“抛硬币结果序列上至少有一个反面”也几乎必然发生。但如果抛硬币的次数是有限次，比如1,000,000次，则全部正面朝上的概率是{\displaystyle p^{1,000,000}\neq 0}，而至少有一个反面的概率是{\displaystyle 1-p^{1,000,000}\neq 1}，即不再是几乎必然的。

## 渐进几乎必然
在渐进分析中，若在一个集合序列上，某一性质发生的概率收敛到1，则称它是渐进几乎必然（英語：asymptotically almost surely，缩写为a.a.s）的。例如，在数论中，根据素数定理，一个大数渐进几乎必然是一个合数；在随机图论中，若存在一个{\displaystyle \varepsilon >0}，使得{\displaystyle p_{n}>{\frac {(1+\varepsilon )\ln n}{n}}}，则图{\displaystyle G(n,p_{n})}是渐进几乎必然联通的（其中{\displaystyle G(n,p)}表示一个有{\displaystyle n}个节点、边的出现概率为{\displaystyle p}的随机图）。
在数论中，渐进几乎必然也称作几乎所有，比如“几乎所有数都是合数”。在图论中，该术语有时也直接称作“几乎必然”。